# Clarence Hinkle

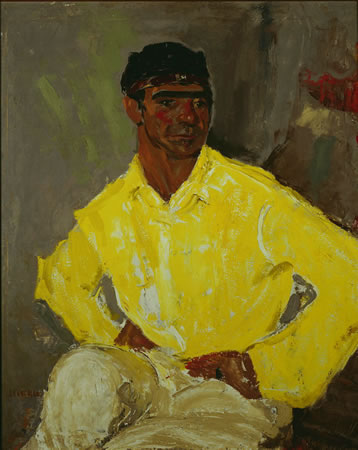
Clarence Hinkle: Porträt von Gjura Stojana, 1925

Clarence Keiser Hinkle (* 19. Juni 1880 in Auburn, Kalifornien; † 21. Juli 1960 in Santa Barbara, Kalifornien) war ein US-amerikanischer Maler und Kunstpädagoge. Er gilt als Vertreter des amerikanischen Post-Impressionismus und des Modernismus.

## Leben
Clarence Hinkle studierte zunächst an der Crocker Art Gallery in Sacramento und an der California School of Design in San Francisco. Anschließend setzte er seine Ausbildung an der Art Students League of New York und an der Pennsylvania Academy of the Fine Arts in Philadelphia fort. Dort erhielt er das Cresson-Reisestipendium, das ihm einen mehrjährigen Studienaufenthalt in Europa ermöglichte. Zwischen etwa 1906 und 1912 lebte und reiste er in mehreren europäischen Ländern, darunter die Niederlande, Frankreich, England, Spanien und Italien.
Nach seiner Rückkehr in die Vereinigten Staaten im Jahr 1912 lebte Clarence Hinkle zunächst in New York City und kehrte dann nach San Francisco zurück. 1917 zog er nach Los Angeles, wo er an der Los Angeles School of Art and Design unterrichtete. Ab 1921 unterrichtet er an der neu gegründeten Chouinard School of Art. 1922 lässt er sich in Laguna Beach nieder und wird aktives Mitglied der Laguna Beach Art Association. In den Jahren 1930 und 1931 unternahm er mit seiner Frau Mabel, einer ehemaligen Schülerin, ausgedehnte Reisen durch Europa. 1935 zog das Paar nach Santa Barbara, wo sie in Montecito ein Haus bauten.
Clarence Hinkle malte Landschaften, Stillleben, Porträts und figürliche Kompositionen. Sein Stil entwickelte sich von einem impressionistischen Ansatz während seiner Studienzeit zu einer abstrakteren und gestischeren Ausdrucksweise in den 1920er Jahren. Später wandte er sich wieder einer figurativeren Landschaftsdarstellung zu. Als Mitglied der California Water Color Society schuf er auch zahlreiche Aquarelle, bei denen er das unbehandelte Papier in die Bildkomposition einbezog.
Clarence Hinkle war ein geschätzter Lehrer und Mentor. Zu seinen Schülern zählten Phil Dike und Millard Sheets. Eine erste Retrospektive seines Werks wurde 1955 von Dike organisiert. Nach seinem Tod 1960 fanden Gedenkausstellungen in Santa Barbara und Laguna Beach statt.
Eine umfassende Retrospektive wurde vom Laguna Art Museum organisiert. Die von Janet Blake kuratierte Ausstellung umfasste über 100 Werke von den frühen 1900er bis zu den 1950er Jahren. Sie wurde durch eine weitere Ausstellung mit dem Titel Modern Spirit and the Group of Eight und eine begleitende Publikation ergänzt.